# Mount Callaghan
Mount Callaghan är ett berg i Kanada.   Det ligger i provinsen British Columbia, i den sydvästra delen av landet, 3 500 km väster om huvudstaden Ottawa. Toppen på Mount Callaghan är 2 409 meter över havet.
Terrängen runt Mount Callaghan är bergig åt nordväst, men åt sydost är den kuperad.Trakten runt Mount Callaghan är nära nog obefolkad, med mindre än två invånare per kvadratkilometer.. Det finns inga samhällen i närheten. 
Trakten runt Mount Callaghan är permanent täckt av is och snö.